# Marcel Ballot
Marcel Ballot est un auteur dramatique, poète, critique littéraire et homme de lettres français né le 8 août 1860 à Paris, où il est mort le 10 janvier 1930.

## Biographie
Marcel Ballot est le fils de Charles Ballot et le petit-fils de Jean-Hilaire Belloc. Il épouse Henriette Fouquier, fille d'Henry Fouquier. Veuve, son épouse se remarie avec Thierry de Martel.
Il est directeur de la Société des auteurs et compositeurs dramatiques (SACD).
Il est promu officier de la Légion d'honneur en 1928.

## Publications
- La Bonne hôtesse (1900)
- Les petits côtés du divorce (1896)
- L'Idole (1896)
- Les Petits côtés du divorce. Les Amants légitimes, comédie en 3 actes, par Ambroise Janvier et Marcel Ballot. [Paris, Gymnase, 10 février 1893.] (1894)
- Les Amants légitimes (1894)
- Les Petits côtés du divorce. Mon nom ! comédie en 3 actes, par Ambroise Janvier et Marcel Ballot [Paris, Théâtre-moderne, 5 décembre 1892] (1893)
- Mon nom ! (1893)
- Trop verts ! (1886)
- À Lamartine (1883)